# Eurete marshalli
Eurete marshalli är en svampdjursart som beskrevs av Schulze 1886. Eurete marshalli ingår i släktet Eurete och familjen Euretidae. Inga underarter finns listade i Catalogue of Life.